# Dele Adebola
Bamberdele "Dele" Adebola (Lagos, 23 de junho de 1975) é um futebolista nigeriano que atua como atacante. Atualmente defende o Rushall Olympic.

## Início
Nascido em Lagos, Nigéria, chegou à Inglaterra ainda muito pequeno e foi criado em Liverpool. Quando foi-lhe oferecida uma vaga no Liverpool FC, o jovem Dele recusou, pois tinha medo se ficar na sombra de Robbie Fowler, então acabou aceitando uma proposta do pequeno Crewe Alexandra.

## Trajetória no futebol

### Crewe Alexandra
Fez sua estreia no time principal do Crewe na temporada 1992–93 na Terceira Divisão, com apenas 17 anos de idade, e na temporada seguinte, passou (por empréstimo) pelo Bangor City, um dos principais times do fraco futebol do País de Gales, e também pelo minúsculo Northwich Victoria, onde não chegou a disputar nenhum jogo. Ao retornar, ele teve um impacto significativo para o Crewe, em 1996-97, seus 16 gols foram determinantes para a promoção do clube à Segunda Divisão da velha Albion.
Ele provou ser capaz de marcar gols nesse nível, e isto atraiu o interesse de vários clubes grandes. Desapontado quando o Crewe rejeitou uma oferta do West Ham, ele deixou claro que queria sair, mas o clube relutava em tornar Adebola disponível para transferência. Em fevereiro de 1998, o nigeriano foi contratado pelo Birmingham, por 1 milhão de libras esterlinas.

### Passagem pelo Birmingham
Com sete gols no restante da temporada, e marcando em cada uma de suas cinco primeiras partidas (em todas as competições) em 1998-99, o futuro de Adebola no Birmingham parecia brilhante. Em sua primeira temporada, marcou 13 gols, mas em 1999-00, foi menos produtivo, mergulhou erm uma grave crise de confiança, e ao final da temporada foi listado para transferência. Adebola tinha tudo certo com o Las Palmas, recém-promovido à Liga Espanhola, mas tudo caiu por terra após o atacante se reprovado nos exames médicos.
Embora na lista de transferências, foi reintegrado à equipe principal, e seus gols ajudaram o Birmingham a chegar à final da Copa da Liga Inglesa 2000-01. O treinador Trevor Francis disse que Adebola se mantinha na lista de transferências, a fim de provocá-lo para o tipo de desempenho compatível com sua força, velocidade e capacidade técnica, mas que seu caráter "descontraído" poderiam inibir.
Uma grave lesão no joelho, sustentada mais tarde naquela temporada, quando o jogador caiu em um gol, marcou o fim de sua carreira no Birmingham. Ainda seria emprestado ao Oldham, no final da temporada 2001-02. Este empréstimo ajudou Adebola a voltar à boa forma, mas o novo treinador, Steve Bruce optou por não renovar seu contrato.

### Crystal Palace
Adebola foi contratado pelo Crystal Palace, onde reencontraria seu ex-treinador no Birmingham, Trevor Francis, e recuperou de vez sua forma física, ao participar de 39 jogos.

### Outras equipes
Depois de deixar o Palace, Adebola foi contratado pelo Coventry City, voltando ter presença destacada na Segunda Divisão inglesa: foram 163 partidas e 31 gols.
Também teve passagens sem destaque por Burnley, Bradford (ambas por empréstimo) e Bristol City antes de se juntar ao Nottingham Forest, onde está desde 2009.

## Carreira internacional
Em 1998, Lawrie McMenemy, novo treinador da Irlanda do Norte, ao descobrir que Adebola passaria a ser um cidadão britânico, e portanto, elegível para jogar por qualquer país de origem, o escolheu para seu primeiro jogo no comando, um amistoso contra a Eslováquia. Adebola teve que que ser desconvocado devido a uma lesão, mas não manifestava interesse em jogar pela Irlanda do Norte. Ele também foi lembrado na lista provisória da Nigéria para o Mundial de 1998, mas não logrou a convocação.
Tanto a Irlanda do Norte quanto a Nigéria continuariam fazer sondagens ao jogador; Em outubro, McMenemy relatou que ele não estava apto a jogar para a Nigéria, e não queria se comprometer com a Irlanda do Norte, porque ele manifestava interesse em atuar pela Inglaterra.
Em março de 1999, McMenemy fez uma última tentativa de convencê-lo a jogar pela Irlanda do Norte.  Apesar de sua precária forma a nível de clubes, Adebola foi ainda suficientemente bem avaliado pelos selecionadores da Nigéria para ser incluído no elenco provisório para o CAN de 2000 e, após conversações com o técnico Jo Bonfrere, no elenco de qualificação para o Mundial de 2002, em julho de 2000.
No entanto, Adebola declinou todos os convites. 

## Estatísticas
Em 18 anos de carreira profissional, Dele Adebola disputou 568 partidas, e marcou, ao todo, 129 gols.
O único clube onde o atacante não atuou foi o Northwich Victoria, onde também não marcou gols, e a outra agremiação onde ele não deixou a sua marca foi o Oldham. 